# Сажденик
Сажденик е село в Западна България. То се намира в община Кюстендил, област Кюстендил.

## География
Село Сажденик се намира в планински район. Разположено е в южните склонове на Осоговска планина. Близо до границата на България със Северна Македония.